# Antoni (biskup Mediolanu)
Antoni – duchowny Koptyjskiego Kościoła Ortodoksyjnego, od 2017 biskup Mediolanu. Sakrę biskupią otrzymał 11 listopada 2017.